# Sxàstia
Sxàstia (en ucraïnès: Щастя, en rus: Счастье, Stxàstie) és una ciutat de l'óblast de Luhansk a Ucraïna, situada actualment a zona ocupada per la República Popular de Luhansk de la Rússia. Serveix com a centre administratiu del districte de Sxàstia i centre del municipi (hromada) homònim.
La ciutat es troba controlada per Rússia des de febrer del 2022, sent ocupada com a part de la República Popular de Luhansk.

## Geografia
Sxàstia es troba a la riba esquerra del riu Donets, 36 km al sud-est de Novoaidar i 24 km al nord de Luhansk.

## Història
El poble de Sxàstia va ser fundat el 1754 per serfs fugitius de la regió de Sievierodonetsk. El 1754, la tsarina Catalina II va lliurar terres adjacents al Donets als seus pagesos i al seu cortesà Grigori Kovalinski.
El 1914, el poble de Sxàstia depenia del vólost de Stari Aidar en la governació de Khàrkiv i tenia 1.230 habitants. Les cases eren totes de fusta, sent els únics edificis de maó, a part de l'església, la casa de l'hisendat (futura casa dels Pioners després de la revolució d'Octubre) i la del capellà.
Durant la Segona Guerra Mundial, Sxàstia va ser ocupada per la Wehrmacht el 14 de juliol del 1942 i alliberada sis mesos després, el 21 de gener del 1943, per l'Exèrcit Roig. Vint-i-sis persones són segrestades pels alemanys en aquest moment.
El 1953, va començar la construcció de la central elèctrica de Luhansk, va rebre el seu nom actual el 1956 i Sxàstia va rebre l'estatus de ciutat el 1963. En les dècades següents van arribar molts treballadors de tota l'URSS, i es va expandir ràpidament amb la construcció d'edificis d'apartaments en la dècada de 1960 i finals de la del 1980.
El 2014, Sxàstia va estar controlada per la separatista República Popular de Luhansk des de finals d'abril de 2014 fins que l'exèrcit ucraïnès va recuperar la ciutat el 14 de juny de 2014. Stxàstie va ser represa principalment pels combatents voluntaris del batalló Aidar que, segons Amnistia Internacional, "pràcticament sense supervisió o control” van cometre crims de guerra a Stxàstie i ciutats pròximes. Segons els residents de Sxàstia, aquest comportament va continuar fins que Aidar es va incorporar a l'exèrcit ucraïnès a la primavera del 2015. El 5 d'agost del 2014, es va retirar un monument de Vladímir Lenin de la ciutat de Sxàstia. Per a facilitar el govern de l'óblast de Luhansk durant la guerra del Dombàs, la Rada Suprema va realitzar alguns canvis en les divisions administratives el 7 d'octubre del 2014, de manera que les localitats a les àrees controlades pel govern es van agrupar. En particular, Sxàstia, que formava part del districte de Zhotnevi de la ciutat de Luhansk, va ser traslladada al raion de Novoaidar. El 9 de febrer de 2016, el canal de televisió 112 Ucraïna va informar que part de l'assentament estava sota el control de les forces ucraïneses. La ciutat va ser posada sota administració civicomilitar el 18 de gener del 2019. El 2020, es van construir punts d'encreuament amb regulacions militars d'entrada i sortida.
El 24 de febrer de 2022, el primer dia de la invasió russa d'Ucraïna del 2022, Sxàstia va ser atacada per les forces russes i ràpidament ocupada. El 80% del poble ha estat destruït en la invasió i segons els vilatans, el 90% de totes les cases van ser destruïdes pels bombardejos.

## Demografia
L'evolució de la població entre 1864 i 2021 va ser la següent:
| 1864 | 1885 | 1897 | 1959 | 1970   | 1979   | 1989   | 2001   | 2011   | 2013   | 2015   | 2017   | 2019   | 2021   |
| ---- | ---- | ---- | ---- | ------ | ------ | ------ | ------ | ------ | ------ | ------ | ------ | ------ | ------ |
| 510  | 661  | 830  | 8591 | 12 971 | 12 735 | 13 338 | 13 770 | 13 105 | 12 773 | 12 506 | 12 158 | 11 887 | 11 552 |

Segons el cens de 2001, la llengua materna de la majoria dels habitants, el 87.98%, és el rus; del 11,23% és l'ucraïnès.

## Economia
La principal empresa de la ciutat és la central tèrmica de Luhansk. El primer generador es va posar en servei el 1956, i el 1958 es va completar la primera etapa i la potència de la central era de 700 MWt, la major de l'URSS en aquest moment. La planta es va completar el 1969 i la seva potència és de 2300 MWt vint anys després. La central tèrmica va ser privatitzada el 2001.

## Infraestructura

### Arquitectura, monuments i llocs d'interès
La ciutat té una església ortodoxa dedicada a Santa Caterina. El temple va ser construït en maó el 1901 principalment amb fons del terratinent local Piotr Kovalenski i segons els plans de l'arquitecte Vladímir Nemkine.

### Transport
La carretera nacional N 21 i la carretera territorial T-13-09 discorren per la ciutat. Sxàstia també està a 4 km de l'estació de tren d'Ogorodni.

## Galeria

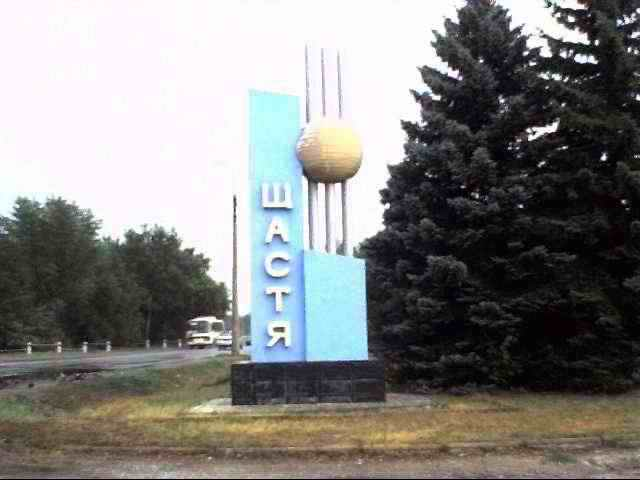
Entrada a Sxàstia
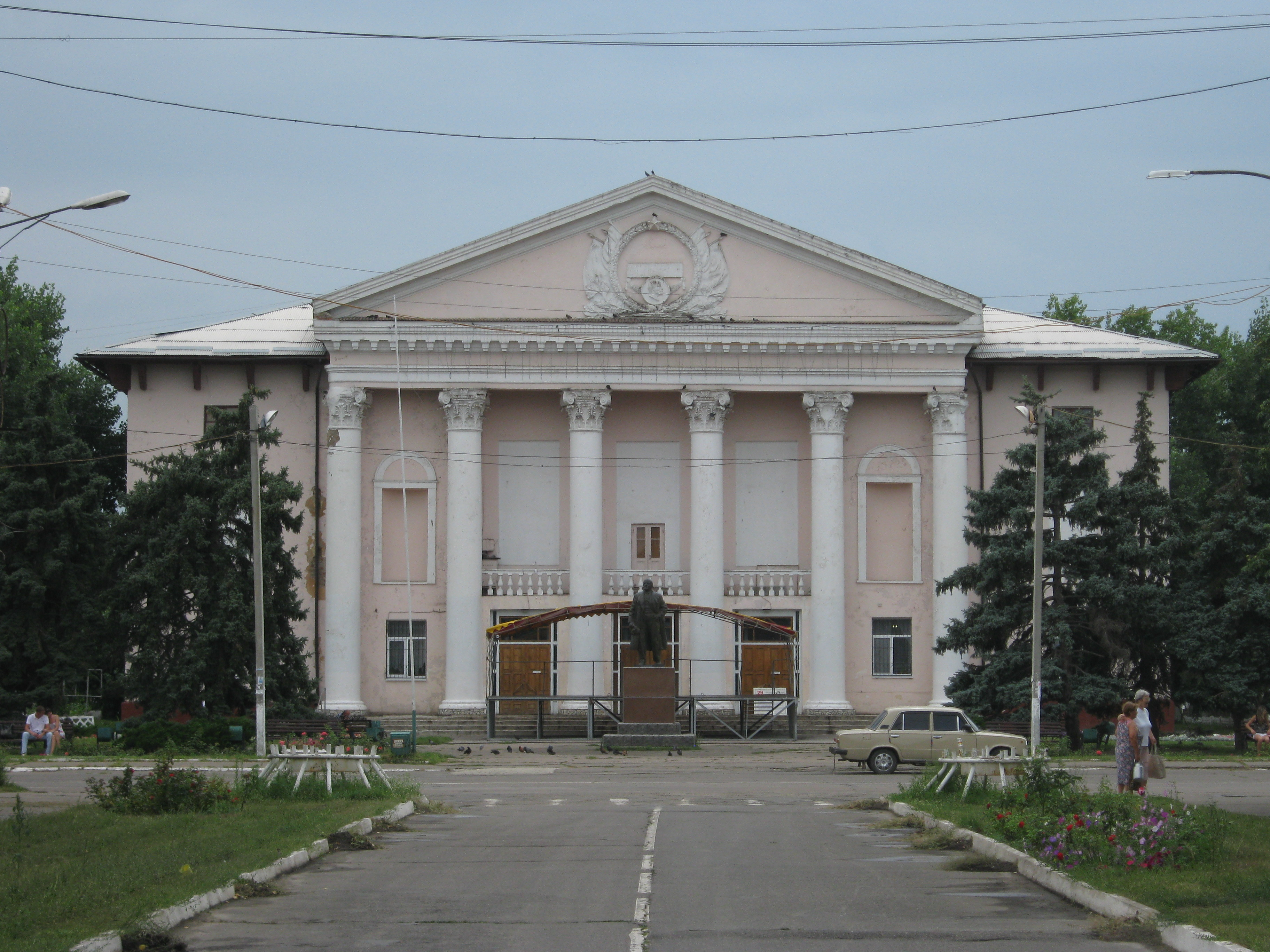
Casa de la cultura de Sxàstia
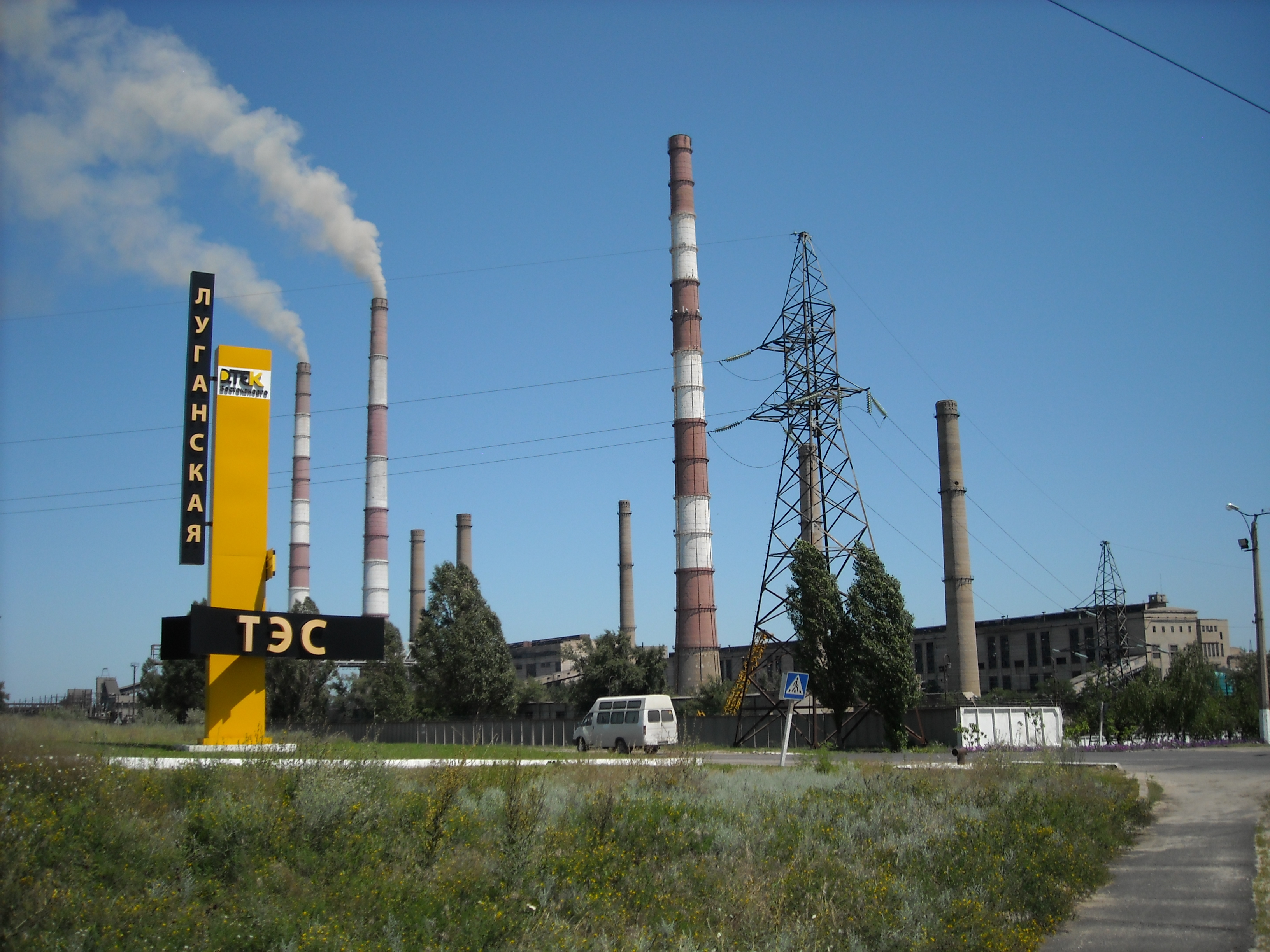
Central tèrmica de Luhansk
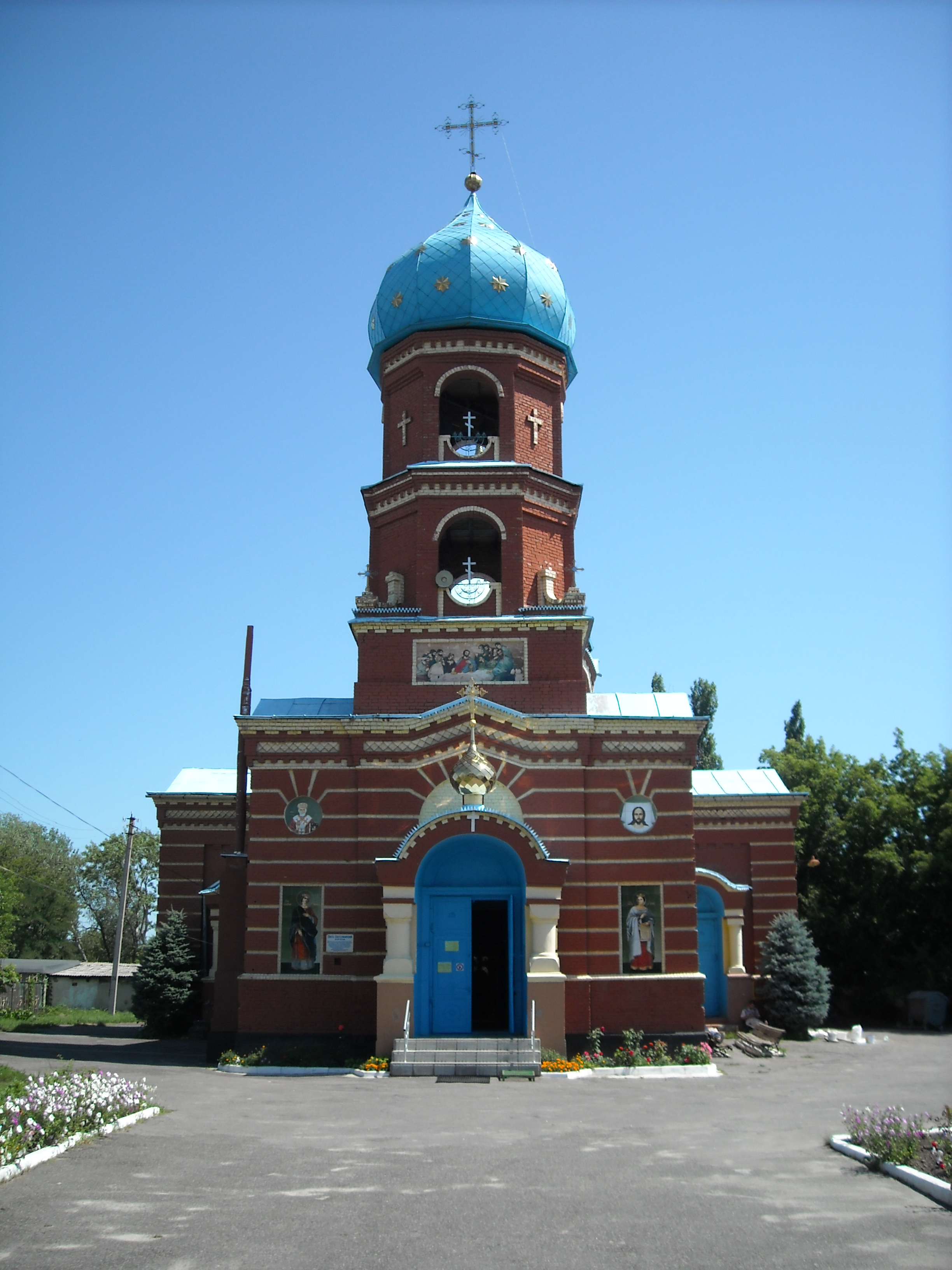
L'església de Stxàstie
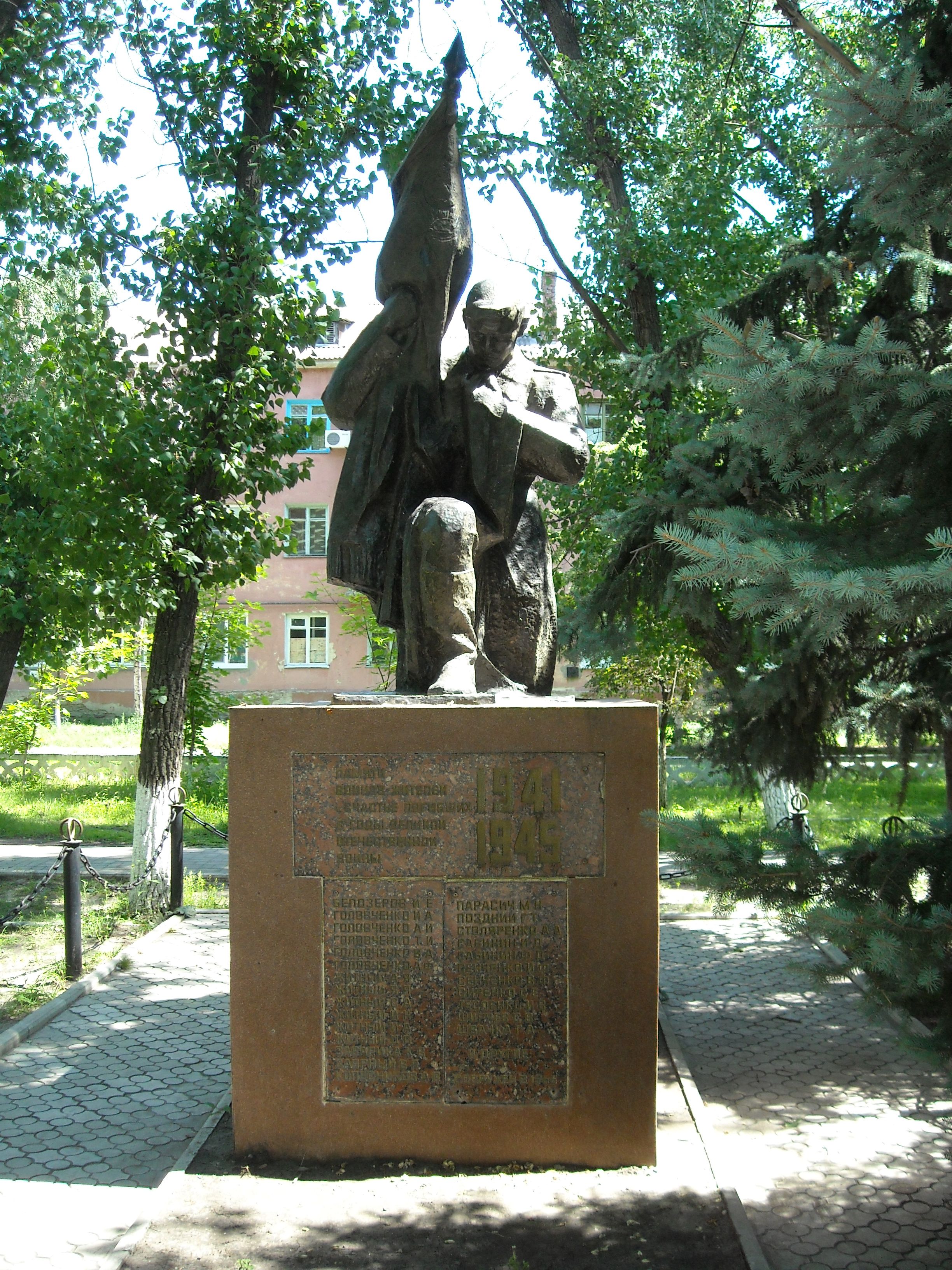
Monument soviètic de la Segona Guerra Mundial
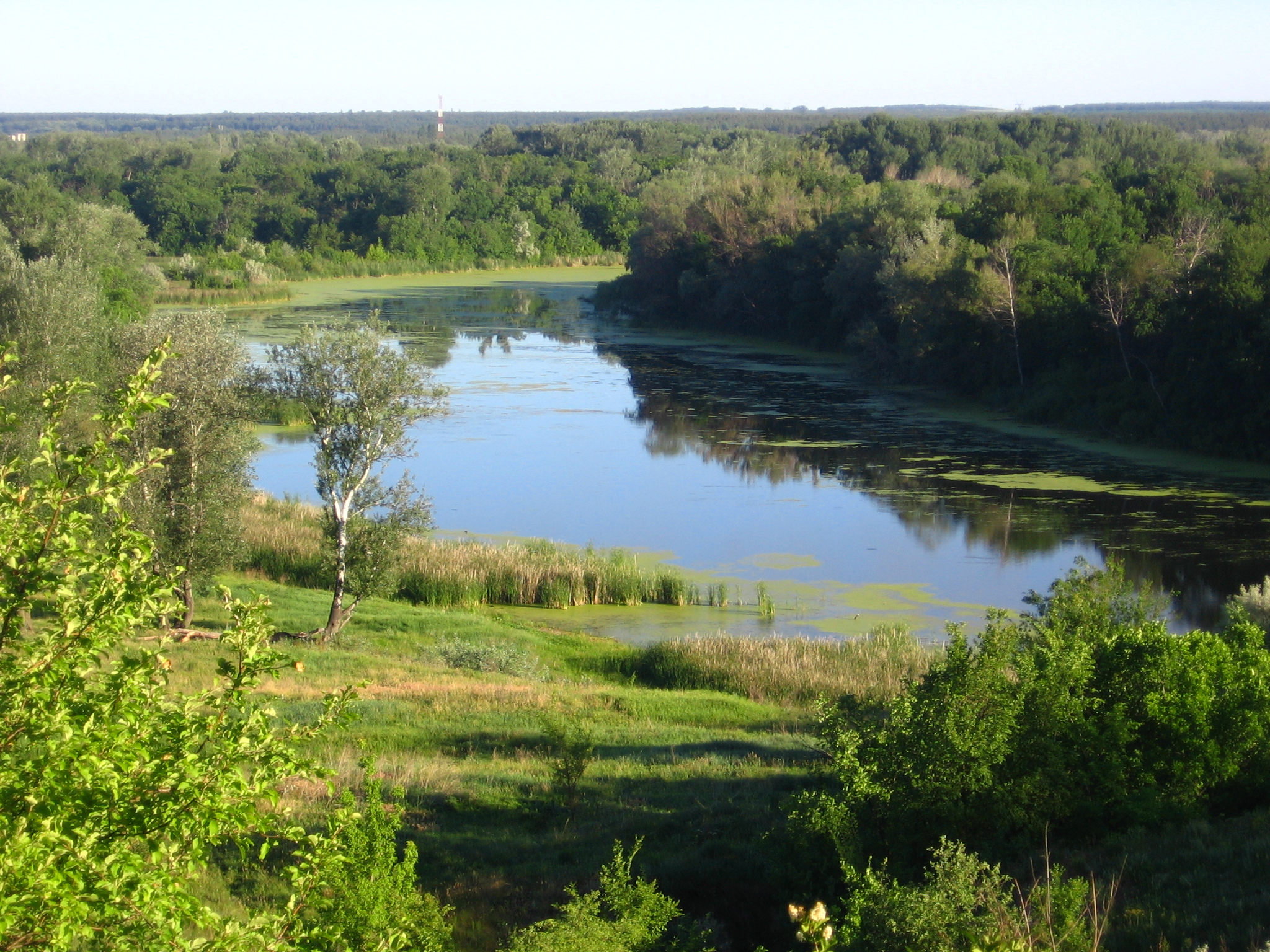
El Riu Donets prop de Sxàstia